# Damásio Jacinto Fragoso
Damásio Jacinto Fragoso (Santo Antão, Évora, 1831 — Coimbra, 1897) bacharel e doutor em Teologia pela Universidade de Coimbra, presbítero, professor catedrático da Faculdade de Teologia de Coimbra (desde 1 de fevereiro de 1867) e seu diretor.

## Biografia
Nasceu na freguesia de Santo Antão da cidade de Évora, filho de Jacinto Manuel Fragoso e de sua esposa Joana Victória. Aos oito anos de idade, em 1839, entrou na Casa Pia de Évora, ficando a cargo da instituição como aluno interno por insuficiência económica dos seus pais.
Como aluno interno da Casa Pia eborense, frequentou o Liceu de Évora, cujo curso concluiu com brilhantismo. Concluído o curso liceal, a Casa Pia custeou a sua estadia no Colégio dos Órfãos de Coimbra e os estudos na Faculdade de Teologia da Universidade de Coimbra, onde se doutorou em Teologia em 1854. Foi ordenado sacerdote em Coimbra.
A partir de 1854 passou a lecionar duas disciplinas no Seminário de Évora, acumulando com funções de professor no Liceu daquela cidade, no qual foi secretário.
Em 1860 ingressou na Faculdade de Teologia da Universidade de Coimbra como regente da cadeira de Direito Natural. Em 1866 foi nomeado lente catedrático da mesma Faculdade.
Em 1870 foi nomeado vigário-geral da Diocese de Aveiro e foi presidente geral do júri dos exames no Liceu Nacional de Aveiro. Em 1877 foi promovido a lente de prima, decano e diretor da Faculdade de Teologia da Universidade de Coimbra.
Como diretor da Faculdade de Teologia, protagonizou a partir de 1885 uma contenda entre a Faculdade de Teologia e o bispo-conde de Coimbra, D. Manuel Correia de Bastos Pina. A polémica iniciara-se quando o doutor Damásio Jacinto Fragoso, em sessão ordinária de 14 de Novembro de 1885, apresentara ao Conselho Superior de Instrução Pública uma Memória sobre o ensino da Teologia com a qual os bispos discordaram, o que levou a que o documento fosse condenado por decreto de 1 de Setembro de 1886 da Sacra Congregação da Romana e Universal Inquisição, a que se seguiu outro incluindo a referida Memória no Index Librorum Prohibitorum, a lista dos livros proibidos pela Igreja Católica Romana.
Morreu em Coimbra no ano de 1897 deixando em testamento todos os seus bens à Casa Pia de Évora, como forma de agradecimento.